# Back to Mystery City
Back to Mystery City — третий студийный альбом финской глэм-панк-группы Hanoi Rocks, изданный в 1983 году.

## Об альбоме
В 1982 году Hanoi Rocks были вынуждены уволить из группы барабанщика Джипа Касино, который был не в состоянии играть вследствие своей наркотической зависимости. Его место занял англичанин Николас Дингли по прозвищу Раззл. Вместе с новым ударником коллектив дал ряд концертов в Европе и Азии. Огромную известность получило выступление Hanoi Rocks в Токио, где обладающий весьма своеобразным чувством юмора Раззл попытался поджечь волосы лидера британо-американской блюз-рок-группы Whitesnake Дэвида Ковердэйла. В начале 1983 года Hanoi Rocks приступили к записи Back to Mystery City, который стал первым студийным альбомом с Раззлом за ударной установкой.
Back to Mystery City вышел критически и коммерчески успешным. Он стал первым альбомом Hanoi Rocks, попавшим в британский хит-парад UK Singles Chart, где диск занял 87-ю строчку. Обозреватель Allmusic Нэд Раггетт в своей рецензии описал уникальный стиль группы как смесь «ауры рейва 50-х, глэм-вечеринок 70-х и хард-рокового хаоса 80-х», отметив, что звучание Back to Mystery City, «вероятно, даже лучше, чем у предыдущего альбома». Back to Mystery City входит в список «1001 альбом, которые нужно услышать перед смертью».

## Список композиций
Слова и музыка всех песен — Энди Маккоя, за исключением «Beating Gets Faster», написанной Маккоем в соавторстве с Майклом Монро.
| №   | Название                           | Автор(ы) | Длительность |
| --- | ---------------------------------- | -------- | ------------ |
| 1.  | «Strange Boys Play Weird Openings» |          | 0:42         |
| 2.  | «Malibu Beach Nightmare»           |          | 2:46         |
| 3.  | «Mental Beat»                      |          | 5:04         |
| 4.  | «Tooting Bec Wreck»                | Маккой   | 6:11         |
| 5.  | «Until I Get You»                  |          | 4:37         |
| 6.  | «Sailing Down the Tears»           |          | 4:09         |
| 7.  | «Lick Summer Love»                 |          | 4:21         |
| 8.  | «Beating Gets Faster»              |          | 3:51         |
| 9.  | «Ice Cream Summer»                 |          | 5:11         |
| 10. | «Back to Mystery City»             |          | 5:02         |

## Участники записи
- Майкл Монро — вокал, саксофон, губная гармоника
- Энди Маккой — соло-гитара
- Нэсти Суисайд — ритм-гитара
- Сэми Яффа — бас-гитара
- Раззл — ударные

Гости
- Морган Фишер — клавишные, ударные, вокал
- Мэриам Стокли — бэк-вокал